# Sňatková politika

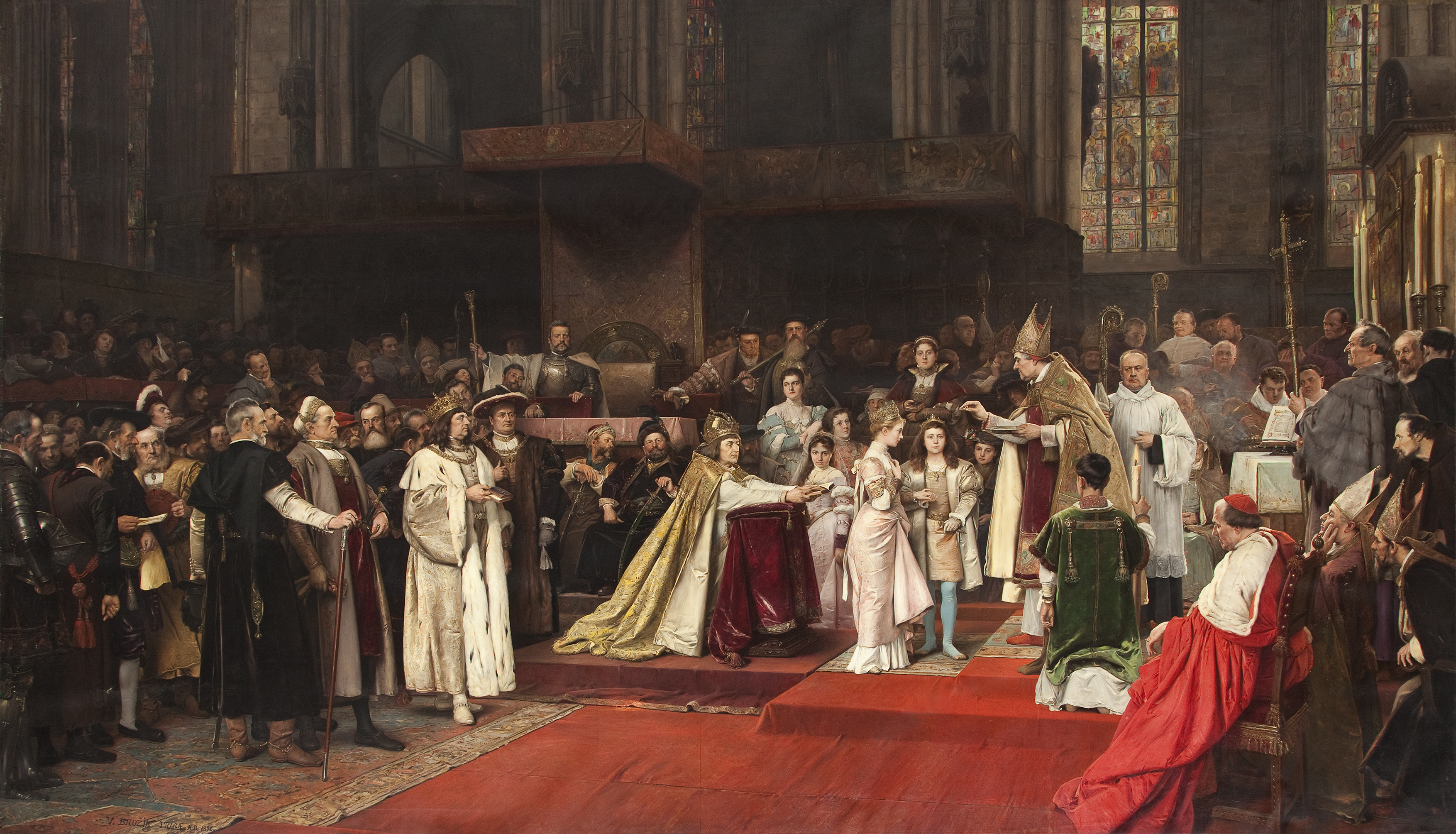
Obraz Václava Brožíka Tu felix Austra nube oslavuje realizaci sňatkové politiky dohodnuté na Vídeňském kongresu v roce 1515: Anna Jagellonská je zasnubována s Ferdinandem I. Habsburským (kterého na obřadu zastupuje jeho dědeček Maxmilián I. Habsburský) a zároveň dochází k zásnubám Ludvíka Jagellonského s Marií Habsburskou.

Sňatková politika je označení pro sňatky úmyslně uzavírané tak, aby sloužily širším politickým záměrům, obvykle  aby posílily pozice dynastií obou snoubenců. V případě dynastií, které vládnou státům, se zároveň jedná o posílení pozic těchto států z mezinárodního hlediska. Nejčastěji jde přitom o sňatky dohodnuté bez ohledu na osobní preference snoubenců.
Za nejstarší dobře doložený příklad sňatkové politiky může být považován sňatek z 13. století před naším letopočtem, kdy si staroegyptský faraon Ramesse II. vzal v návaznosti na egyptsko-chetitskou mírovou smlouvu za manželku chetitskou princeznu.
V rámci české historie je sňatková politika předpokládána už u Sámovy říše, když se vyvozuje, že dvanáct Sámových slovanských manželek, které zmiňuje Fredegarova kronika, mělo napomoci sjednocení různých slovanských kmenů pod jeho vládou. O promyšlenou sňatkovou politiku se ale snažili prakticky všichni čeští panovníci, například Jan Lucemburský a Karel IV.Zvláště známou pro svoji sňatkovou politiku se stala císařovna Marie Terezie, která měla šestnáct dětí a které je přezdíváno tchyně Evropy. Sňatková politika byla přitom pro dynastii Habsburků typická, dokonce se s ní pojí slogan  Války ať vedou jiní, ty, šťastné Rakousko, snub se! (latinsky Bella gerant alii, tu felix Austria nube).

## Sňatky mezi členy nevládnoucích rodů
Příklady od roku 1918 zahrnují:
- Princ Jiří Fridrich Pruský a princezna Sophie z Isenburgu (2011)
- Princ David Bagration z Mukhrani a princezna Ana Bagration-Gruzinská (2009)
- Princ Aimone, vévoda z Apulie a princezna Olga Řecká (2008)
- Princezna Anna Saynsko-Wittgensteinsko-Berleburská a princ Manuel Bavorský (2005)
- Princezna Maria Pia Savojská a princ Michel Bourbonsko-Parmský (2003)
- Hrabě Alexander Schönbursko-Glauchauský a princezna Irina Hesenská (1999)
- Arcivévoda Jiří Rakouský a vévodkyně Eilika Oldenburská (1997)
- Arcivévoda Simeon Rakouský a princezna María Bourbonsko-Sicilská (1996)
- Dědičný kníže Stephan z Lippe a hraběnka Maria Solmsko-Laubašská (1994)
- Arcivévodkyně Sofie Rakouská a kníže Mariano Hugo Windisch-Graetz (1990)
- Princ Alexandr Sasko-Gessaphský a princezna Gisela Bavorská (1987)
- Princ Karl Emich Leiningenský a princezna Margarita Hohenlohe-Oehringenská (1984)
- Kníže Kryštof Šlesvicko-Holštýnský a princezna Alžběta Lippsko-Weissenfeldská (1981)
- Princ Arnošt August Hannoverský a hraběnka Monika zu Solms-Laubach (1981)
- Princ Michel z Ligne a princezna Eleonora Orleánsko-Braganzská (1981)
- Dědičný kníže Johannes z Thurnu a Taxisu a hraběnka Gloria von Schönburg-Glauchau (1980)
- Princ Karel Napoléon a princezna Beatrix Bourbonská-Obojí Sicílie (1978)
- Dědičný kníže Jindřich Fürstenberský a princezna Maximiliane Windisch-Graetz (1976)
- Velkovévodkyně Marie Vladimirovna Ruská a princ František Vilém Pruský (1976)
- Korunní princ Alexandr Jugoslávský a princezna Maria da Glória Orleánsko-Braganzská (1972)
- Princ Johannes Heinrich Sasko-Kobursko-Gothajský a princezna Mathilde Saská (1968)
- Dědičný kníže Wolfgang-Ernst z Ysenburgu a Büdingenu a princezna Leonille Saynsko-Wittgensteinsko-Berleburská (1967)
- Princezna Maria Cristina Savojsko-Aostská a princ Casimir Bourbonsko-Sicilský (1967)
- Markrabě Maxmilián Bádenský a arcivévodkyně Valerie Rakousko-Toskánská (1966)
- Vévoda Fridrich August Oldenburský a princezna Marie Cécile Pruská (1965)
- Dědičný kníže Alois-Konstantin Löwensteinsko-Wertheimsko-Rosenberský a princezna Anastasia Pruská (1965)
- Kníže Kraft Hohenlohe-Langenburský a princezna Charlotte z Croÿ (1965)
- Princ Karel, vévoda z Kalábrie a princezna Anna Orleánská (1965)
- Vévoda Carl Gregor Meklenburský a princezna Maria Margarethe Hohenzollernsko-Sigmaringenská (1965)
- Princ Amadeus, vévoda z Aosty a princezna Klaudie Orleánská (1964)
- Princ Mořic Hesenský a princezna Tatiana Saynsko-Wittgensteinsko-Berleburská(1964)
- Princ Ondřej Jugoslávský a princezna Kira Melita Leiningenská (1963)
- Princ Friedrich Christian Schaumbursko-Lippský a princezna Marie Louise Šlesvicko-Holštýnsko-Sonderbursko-Glücksburská (1962)
- Princ Maria Emanuel Saský a princezna Anastasia Anhaltská (1962)
- Princezna Alexandra z Ysenburgu a Büdingenu a princ Welf Jindřich Hannoverský (1960)
- Vévoda Karel Württemberský a princezna Diane Orleánská (1960)
- Hrabě Henri Clermontský a vévodkyně Marie-Thérèse Württemberská (1957)
- Princ Tomislav Jugoslávský a princezna Margarita Bádenská (1957)
- Princezna Marie Luisa Bulharská a princ Karl Leiningenský (1957)
- Arcivévoda Josef Arpád Rakouský a princezna Maria Löwensteinsko-Wertheimsko-Rosenberská (1956)
- Princ Ondřej Jugoslávský a princezna Christina Hesenská (1956)
- Vévoda Jiří Meklenburský a arcivévodkyně Charlotte Rakouská (1956)
- Princ Alfonso Hohenlohe-Langenburský a princezna Virginia von Fürstenberg (1955)
- Princezna Diana Bourbonsko-Parmská a princ Franz Josef Hohenzollernský (1955)
- Princezna Maria Pia Savojská a princ Alexandr Jugoslávský (1955)
- Vévoda Kristián Ludvík Meklenburský a princezna Barbara Pruská (1954)
- Kníže Jindřich IV. Reuss z Köstritz a princezna Marie Luise Salmsko-Horstmarská (1954)
- Arcivévoda Robert Rakouský-Este a princezna Margherita Savojsko-Aostská (1953)
- Arcivévoda Felix Rakouský a princezna Anna-Eugénie Arenberská (1952)
- Princ Arnošt August Hannoverský a princezna Ortrud Šlesvicko-Holštýnsko-Sonderbursko-Glücksburská (1951)
- Vévoda Anton-Günther Oldenburský a princezna Ameli Löwensteinsko-Wertheimsko-Freudenberská (1951)
- Arcivévoda Otto Rakouský a princezna Regina Sasko-Meiningenská (1951)
- Princ Fridrich Vilém Hohenzollernský a princezna Margarita Leiningenská (1951)
- Kníže Emich Kyrill Leiningenský a vévodkyně Eilika Oldenburská (1950)
- Princ Ludvík Bavorský a princezna Irmingard Bavorská (1950)
- Arcivévoda Karel Ludvík Rakouský a princezna Yolanda z Ligne (1950)
- Velkovévoda Vladimír Kirillovič Ruský a princezna Leonida Bagration z Mukhrani (1948)
- Michal I. Rumunský a princezna Anne Bourbonsko-Parmská (1948)
- Princezna Marie Alix Schaumbursko-Lippská a dědičný princ Petr Šlesvicko-Holštýnský (1947)
- Princ Irakli Bagration z Mukhrani a infantka María de las Mercedes Španělská (1946)
- Vévoda Jiří Alexandr Meklenburský a arcivévodkyně Ilona Rakouská (1946)
- Princ Pedro Gastão Orleánsko-Braganzský a princezna María de la Esperanza Bourbonsko-Sicilská (1944)
- Princ Hubertus Pruský a princezna Magdalena Reussová z Köstritz (1943)
- Vévoda Duarte Nuno Braganzský a princezna Maria Francisca Orleánsko-Braganzská (1942)
- Princ Konstantin Bavorský a princezna Maria Adelgunde Hohenzollernská (1942)
- Princ Fridrich Josias Sasko-Kobursko-Gothajský a hraběnka Viktorie Luisa ze Solms-Baruth (1942)
- Princ Karl Franz Pruský a princezna Henriette Schönaichsko-Carolathská (1940)
- Vévodkyně Woizlawa Feodora Meklenburský a princ Jindřich I. Reuss z Köstritz (1939)
- Princ Ludvík Ferdinand Pruský a velkovévodkyně Kira Kirillovna Ruská (1938)
- Arcivévoda Gottfried Rakouský a princezna Dorothea Bavorská (1938)
- Kníže Fridrich Günther Schwarzburský a princezna Žofie Sasko-Výmarsko-Eisenašská (1938)
- Princezna Marie Eleonore Albánská a princ Alfred Schönbursko-Waldenburský (1937)
- Princ Pedro Henrique Orleánsko-Braganzský a princezna Marie Alžběta Bavorská (1937)
- Infant Alfonso Španělský a princezna Alice Bourbonsko-Parmská (1936)
- Infant Jan Španělský a princezna Marie Mercedes Bourbonsko-Sicilská (1935)
- Princ Ludvík Ferdinand Saynsko-Wittgensteinsko-Berleburský a princezna Friederike Juliane Salmsko-Horstmarská (1935)
- Princ Henri Orleánský a princezna Isabela Orleánsko-Braganzská (1931)
- Princezna Eulálie z Thurnu a Taxisu a princ Philipp Ernst z Thurnu a Taxisu (1929)
- Vévoda Filip Albrecht Württemberský a arcivévodkyně Rosa Rakouská (1928)
- Arcivévoda Hubert Salvátor Rakouský a princezna Rosemary Salmsko-Salmská (1926)
- Velkovévodkyně Marie Kirillovna Ruská a princ Karel Leiningenský (1925)
- Princ Wolrad Schaumbursko-Lippský a princezna Bathildis Schaumbursko-Lippská (1925)
- Princezna Marie Antoinette Schwarzburská a hrabě Friedrich Magnus V. Solmsko-Wildenfelský (1925)
- Vévoda Adolf Fridrich Meklenburský a princezna Alžběta ze Stolberg-Rossla (1924)
- Arcivévoda Josef František Rakouský a princezna Anna Saská (1924)
- Princ Wolfgang Hesenský a princezna Marie Alexandra Bádenská (1924)
- Vévoda Filip Albrecht Württemberský a arcivévodkyně Helena Rakouská (1923)
- Princ Fridrich Kristián Saský a princezna Alžběta Helena z Thurn-Taxisu (1923)
- Princ Fjodor Alexandrovič Ruský a princezna Irina Pavlovna Palej (1923)
- Německý císař Vilém II. a princezna Hermína Reussová z Greizu (1922)
- Dědičný kníže Josiáš Waldecký a Pyrmontský a vévodkyně Altburg Oldenburská (1922)
- Kníže Leopold IV. z Lippe a princezna Anna Ysenburská a Büdingenská (1922)
- Dědičný velkovévoda Mikuláš Oldenburský a princezna Helena Waldecko-Pyrmontská (1921)
- Princ Karel August z Thurn-Taxisu a princezna Marie Anna Braganzská (1921)
- Princ František Josef Hohenzollernský a princezna Maria Alix Saská (1921)
- Princezna Marie Adelheid Lippská a princ Jindřich XXXV. Reuss z Köstritz (1921)
- Dědičný kníže František Josef z Thurnu a Taxisu a princezna Isabela Marie Braganzská (1920)
- Princ Fridrich Hohenzollernský a princezna Markéta Karola Saská (1920)
- Princezna Marie Adelheid Lippská a kníže Jindřich XXXII. Reuss z Köstritz (1920)
- Princezna Karolína Matylda Šlesvicko-Holštýnsko-Sonderbursko-Glücksburská a hrabě Hans Solmsko-Baruthský (1920)
- Princ Waldemar Pruský a princezna Calixta Lippsko-Biesterfeldská (1919)
- Princ Zikmund Pruský a princezna Šarlota Sasko-Altenburská (1919)

V důsledku sňatků v rámci dynastie všichni evropští vládnoucí dědiční monarchové od roku 1939 mají společného předka, knížete Jana Viléma Frisa Oranžského. Od roku 2022 všichni vládnoucí evropští dědiční monarchové mají novějšího společného předka, lankraběte Ludvíka IX. Hesensko-Darmstadtského.